# Włodzimierz Samoliński
Włodzimierz Michał Czech Samoliński (ur. 14 października 1916 w Poznaniu, zm. 26 września 1940) – porucznik pilot Wojska Polskiego, uczestnik bitwy o Anglię, kawaler Virtuti Militari.

## Życiorys
W Grudziądzu ukończył szkołę wstępną im. Jachowicza, następnie przez cztery lata uczył się w tamtejszym gimnazjum klasycznym i przeszedł do gimnazjum humanistycznego. W 1936 roku jego rodzina przeniosła się do Poznania, gdzie w 1935 roku zdał egzamin maturalny w Gimnazjum im. Adama Mickiewicza. 20 września 1935 roku rozpoczął trzymiesięczne przeszkolenie w Batalionie Szkolnym Podchorążych Rezerwy Piechoty w Zambrowie.
3 stycznia 1936 roku został skierowany do Szkoły Podchorążych Lotnictwa w Dęblinie, którą ukończył z 24 lokatą. 15 października 1938 roku został przydzielony do 2 pułku lotniczego w Krakowie.
W momencie wybuchu II wojny światowej służył w 122 eskadrze myśliwskiej. W jej składzie przeszedł szlak bojowy na trasie Zaolzie-Aleksandrowice-Bielsko i zasadzka w Rudnikach.
2 września obsługiwał stanowisko naprowadzania dywizjony zlokalizowane w Tyńcu. Dzięki jego poleceniom dywizjon przechwycił nieprzyjacielską wyprawę bombową i zestrzelił dwie maszyny Luftwaffe. 3 września odleciał z dywizjonem w rejon Dęblina. 8 września wykonał długi lot na rozpoznanie linii Wisły na dystansie 450 km. Po agresji ZSRR na Polskę przeleciał z dywizjonem do Czerniowiec w Rumunii. Udało mu się uniknąć internowania i 15 października odpłynął na pokładzie greckiego statku „St. Nicolaus” w kierunku Francji. 30 października dotarł do Marsylii, skąd trafił do polskiej bazy lotniczej w Lyon-Bron. 23 stycznia 1940 przybył do Wielkiej Brytanii, wstąpił do Polskich Sił Powietrznych i otrzymał numer służbowy RAF 76709. Został skierowany na kurs pilotażu do Redhill a następnie do 6 Operational Training Unit (OTU). 23 czerwca 1940 otrzymał przydział do 253 dywizjonu myśliwskiego RAF stacjonującego w Sutton Bridge i w jego składzie wziął udział w bitwie o Anglię. Pierwszy lot operacyjny wykonał 3 sierpnia, jednak nie nawiązał kontaktu z nieprzyjacielem. 30 sierpnia uzyskał pewne zestrzelenie Messerschmitta Bf 110. 4 września zaliczono mu pewne zniszczenie kolejnego Bf 110. 11 września zaliczono mu częściowe zwycięstwo – 3/10 Do 215.
Zginął podczas lotu bojowego 28 września 1940, jego Hawker Hurricane (nr seryjny V7470) w locie nurkowym zderzył się z powierzchnią morza. Podczas bitwy o Anglię wykonał 39 lotów bojowych, podczas których dziewięciokrotnie nawiązał kontakt bojowy z nieprzyjacielem. Na liście Bajana został sklasyfikowany na 165. pozycji.

## Ordery i odznaczenia
Za swą służbę otrzymał odznaczenia:
- Krzyż Srebrny Virtuti Militari 8987 (pośmiertnie),
- Krzyż Walecznych (za kampanię wrześniową)[13],
- Medal Lotniczy,
- Polowa Odznaka Pilota.